# The Ultraman
The Ultraman (ザ☆ウルトラマン, Za Urutoraman) é uma série de animes de super-heróis, e a versão pioneira do famoso super-herói Ultraman. O Ultraman que estreia nessa série é o "Ultraman Jonias" (aka "Ultraman Joe"), que vem do Planeta U40 (o oposto da Terra da Luz na Nebula M78, a terra de origem da maioria dos Ultra-seres).
A série, produzida pela Tsuburaya Productions e Sunrise (que lançou também o famoso Mobile Suit Gundam no mesmo ano), foi ao ar na Tokyo Broadcasting System entre 4 de abril de 1979 e 26 de março de 1980, num total de 50 episódios.

## Características do Ultraman Jonias
- Altura: 70 meters
- Peso: 50,000 tons
- Forma Humana: Chochiro Hikari
- Item de transformação: Feixe de Luz Estelar
- Planeta de origem: Planeta U40

## Poderes e armas do Ultraman Jonias
- Bola de Energia de Platina: Jonias pode disparar uma poderosa bola de energia das suas mãos.
- Feixes de Energia: Jonias pode disparar uma variedade enorme de feixes de energia das suas mãos. Todas são poderosas, e apesar das diferentes formas, todas têm o mesmo efeito.